# Diocesi di Ramsbury

Mappa delle diocesi anglosassoni nel X secolo.

La diocesi di Ramsbury (in latino: Dioecesis Ramsbiriensis seu Corvinensis) è un'antica diocesi della Britannia anglosassone e una sede titolare della Chiesa cattolica con il nome di Ramsbiria.

## Storia
La diocesi, detta anche diocesi di Wilton, fu eretta nel 909 e ricopriva all'incirca i territori del Berkshire e del Wiltshire ricavati dalla diocesi di Winchester.
Primo vescovo documentato di questa diocesi è Aethelstan, che governò la sede dal 909 al 927 circa. Tre suoi vescovi, Oda, Sigeric e Aelfric II, divennero arcivescovi di Canterbury rispettivamente nel 942, nel 990 e nel 995.
L'antica diocesi anglosassone scomparve nell'XI secolo. L'ultimo suo vescovo fu Hermann, che nel 1055 lasciò il suo incarico e si trasferì sul continente per farsi monaco nell'abbazia di San Bertino. Per circa tre anni la sede di Ramsbury venne amministrata da Ealdred, vescovo di Worcester. Quando Hermann ritornò in Inghilterra (circa 1058/1059), venne nominato vescovo di Sherborne. Contestualmente le due sedi di Sherborne e Ramsbury furono unite e dettero origine, attorno al 1072/75, alla diocesi di Salisbury.
Dal 1969 l'antica diocesi anglosassone è annoverata tra le sedi vescovili titolari della Chiesa cattolica con il nome di Ramsbiria; dal 22 aprile 2024 il vescovo titolare è Paul James Curry, vescovo ausiliare di Westminster.

## Cronotassi

### Vescovi anglosassoni
- Aethelstan † (909 - 927 deceduto)
- Sant'Oda  † (927 - 942 nominato arcivescovo di Canterbury)
- Aelfric I † (942 - 949 deceduto)
- Oswulf  † (950 - 970 deceduto)
- Aelfstan  † (970 - 12 febbraio 981[4] deceduto)
- Wulfgar  † (981 - 985 deceduto)
- Sigeric † (985 - 990 nominato arcivescovo di Canterbury)
- Sant'Aelfric II † (990 - 16 novembre 1005 deceduto)[5]
- San Britvoldo o Bertwald  † (1005 - 22 aprile 1045[4] deceduto)
- Hermann † (1045 - circa 1055 dimesso)
  - Ealdred † (circa 1055 - circa 1058 dimesso) (amministratore)
  - Sede unita a Sherborne

### Vescovi titolari
- Martin Nicholas Lohmuller † (12 febbraio 1970 - 25 gennaio 2017 deceduto)
- Stephen James Lawrence Wright (18 marzo 2020 - 14 giugno 2023 nominato vescovo di Hexham e Newcastle)
- Paul James Curry, dal 22 aprile 2024